# Legea atracției universale

G este constanta gravitațională, o cantitate cheie în Legea atracției universale a lui Isaac Newton

Legea atracției universale, sau legea gravitației universale, enunțată de Isaac Newton, este o lege a mecanicii clasice. Enunțul său este următorul:
Două corpuri punctiforme de masă m1 și m2 se atrag reciproc printr-o forță direct proporțională cu produsul maselor corpurilor și invers proporțională cu pătratul distanței dintre ele, orientată pe direcția dreptei ce unește centrele de greutate ale celor două corpuri.
(Corpurile sunt considerate punctiforme față de distanța dintre ele). 

## Expresia matematică
Expresia matematică a legii este:
{\displaystyle F=G{\frac {m_{1}m_{2}}{r^{2}}},}
în care:
F este magnitudinea forței gravitaționale dintre cele două corpuri punctiforme,
G este un coeficient de proporționalitate numit constanta atracției universale,
m1 este masa primului corp,
m2 este masa celui de al II-lea corp,
r este distanța dintre cele două corpuri.
În Sistemul Internațional, F se măsoară în newtoni (N), m1 și m2 în kilograme (kg), r în metri (m), iar constanta G este aproximativ egală cu 6,674 × 10−11 N m2 kg−2.
Constanta G a fost măsurată pentru prima dată cu acuratețe prin experimentul Cavendish, de către savantul britanic Henry Cavendish, în 1798. A fost prima verificare experimentală, în laborator, a teoriei gravitației, la 111 ani după ce Isaac Newton publicase Principiile matematice ale filozofiei naturale și la  71 de ani după moartea lui Newton. Este remarcabil faptul că Newton nu a putut folosi în calculele sale valoarea lui G, el calculând o forță numai relativ la altă forță.
Vectorial, expresiile matematice sunt:
{\displaystyle {\vec {F}}_{12}=-G{\frac {m_{1}m_{2}}{r_{12}^{2}}}{\frac {{\vec {r}}_{12}}{r_{12}}},}
{\displaystyle {\vec {F}}_{21}=-G{\frac {m_{1}m_{2}}{r_{21}^{2}}}{\frac {{\vec {r}}_{21}}{r_{21}}},}
unde {\displaystyle {\vec {r}}_{12}=-{\vec {r}}_{21},\,\,\,r_{12}=r_{21}}

## Câmp gravitațional

Gravitația pe Pământ la scară macroscopică

Gravitația într-o încăpere: curbura Pământului este neglijabilă la această scară, iar liniile de câmp pot fi considerate cu aproximație ca paralele și îndreptate direct spre centrul Pământului

Forța gravitațională se manifestă la distanță prin intermediul câmpului gravitațional. Câmpul gravitațional este un câmp vectorial care descrie forța gravitațională care acționează asupra unui obiect în orice punct dat din spațiu, pe unitatea de masă. 
Intensitatea câmpului gravitațional (Γ) într-un punct este egală cu raportul dintre forța ce acționează din partea câmpului asupra unui corp aflat în acel punct și masa corpului. În Sistemul Internațional, intensitatea câmpului gravitațional se măsoară în N/Kg. Accelerația gravitațională este egală cu intensitatea câmpului gravitațional.
{\displaystyle {\vec {g}}({\vec {r}})=-G{\frac {M}{r^{2}}}{\frac {\vec {r}}{r}},} {\displaystyle {\vec {F}}({\vec {r}})=m\ {\vec {g}}({\vec {r}})}
Câmpul gravitațional este: 
- un câmp vectorial, deoarece i se poate atașa un sistem de vectori, și anume vectorul de intensitate a câmpului;
- un câmp radial, deoarece liniile de câmp au direcție radială;
- un câmp staționar, deoarece intensitatea câmpului este constantă în timp;
- un câmp cu simetrie sferică.

Orice câmp se reprezintă prin linii de câmp. Linia de câmp este o linie imaginară la care vectorii intensitate ai câmpului sunt tangenți în orice punct.
Într-o zonă mică de pe suprafața Pământului, unde liniile de câmp pot fi considerate paralele și echidistante, câmpul este uniform.
Relativitatea generală sau teoria relativității generale este teoria geometrică a gravitației, publicată de Albert Einstein în 1916. Ea constituie descrierea gravitației în fizica modernă, unifică teoria relativității restrânse cu legea gravitației universale a lui Newton, și descrie gravitația ca o proprietate a geometriei spațiului și timpului (spațiu-timp). În particular, curbura spațiu-timp este legată direct de masa-energia și impulsul materiei respectiv a radiației. Relația fundamentală a teoriei relativității generale este dată de ecuațiile de câmp ale lui Einstein, un sistem de ecuații cu derivate parțiale.

## Extensii
Newton a considerat ca expresiei legii i se poate adăuga un termen în funcție de puterea a treia a distanței, de forma 
{\displaystyle B{\frac {m_{1}m_{2}}{r^{3}}}}
Alte expresii au mai fost propuse de Holl, Decombes, Laplace:
{\displaystyle F(r)=G{\frac {m_{1}m_{2}}{r^{n}}}}, cu n= 2,00000016 (Holl)
{\displaystyle F(r)=G{\frac {m_{1}m_{2}}{r^{2}}}(1+{\alpha  \over {r^{3}}})} (Decombes)
{\displaystyle F(r)=G{\frac {m_{1}m_{2}}{r^{2}}}exp(-\alpha \,r)} (Laplace)